# Neochlamisus scabripennis
Neochlamisus scabripennis es una especie de escarabajo verrugoso de la familia Chrysomelidae. Se encuentra en América Central y América del Norte.